# Richtársky potok
Richtársky potok – lewy dopływ Starohorskiego potoku na Słowacji. Znajduje się w dorzeczu Hronu.
Zlewnia Richtárskiego potoku znajduje się w Starochorskich Wierchach. Potok powstaje z połączenia szeregu drobnych cieków, wypływających na wysokości około 900–960 m na zachodnich stokach szczytu Jelenská skala (1153 m). Spływa w kierunku zachodnim, w końcowym odcinku skręcając nieco na północny zachód. Ma kilka niewielkich dopływów. Uchodzi do Starohorskiego potoku w zabudowanym obszarze wsi Staré Hory na wysokości około 470 m.
W dolinie Richtárskiego potoku znajduje się kilka nieczynnych kopalni rudy miedzi Richtárova. Wyróżniają się ruiny kopalni „Teresa” (słow. šachta Terézia), która była ostatnią dużą inwestycją w tutejszym rewirze górniczym. Budowę szybu rozpoczęto w 1804 r., kopalnia pracowała do roku 1888. Szyb, głębokości 93 m, łączył się z największą w tym rejonie (dł. 3 km) sztolnią dziedziczną „Ferdynand” z 1661 r., która odprowadzała wody z kopalni do Starohorskiego potoku w Polkanovej. Większość urobku była wywożona z kopalni systemem sztolni. Do najbardziej znanych i najdłuższych (3,5 km) należała sztolnia „Pfeiffer” (słow. Pfeifferova štôlňa). W otoczeniu widoczne są stare, dawno zarośnięte hałdy z tej sztolni. Część z nich jest już przysypana młodszymi materiałami z kopalni „Teresa”, których łączną objętość szacuje się na ok. 50 tys. m.
Wzdłuż koryta potoku prowadzi droga, a nią czerwono znakowany szlak turystyczny. Na rozdrożu pod Richtárovou odgałęzia się od niego szlak żółty prowadzący wzdłuż sztolni i wyrobisk dawnej kopalni rudy miedzi.
  Staré Hory pri kostole – pod Richtárovou – bunker Mor ho! – Jelenská skala – Žiare – sedlo Dolny Šturec – Špania Dolina. Odległość 6 km, suma podejść 520 m, suma zejść 285 m, czas przejścia 2:20 h, z powrotem 2:05 h

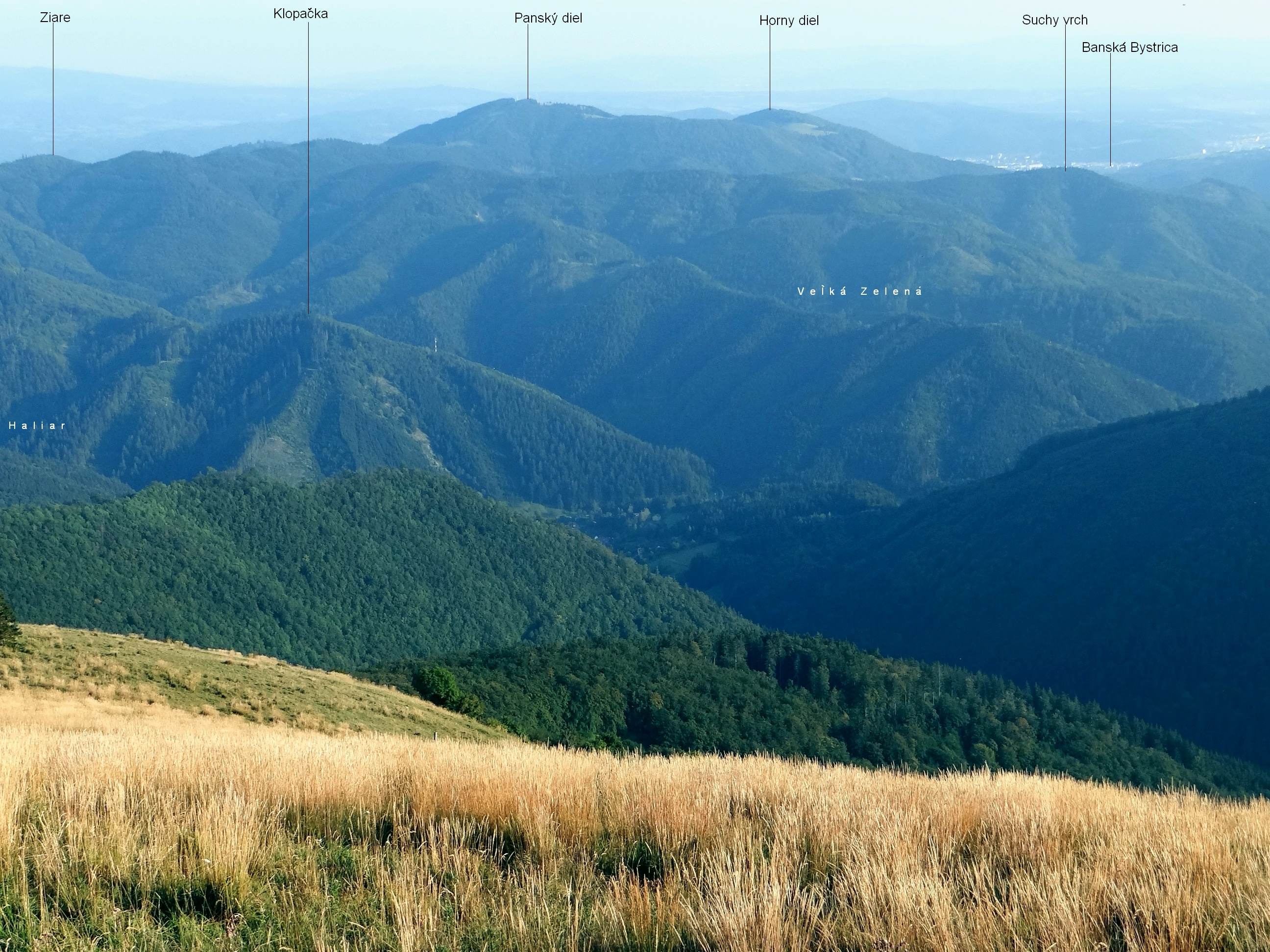
Dolina Richtárskiego potoku po prawej stronie szczytu Klopačka